# Дно зони провідності
Дном зони провідності називається найнижчий за енергією стан у зоні провідності напівпровідника. Також енергія цього стану.
В залежності від напівпровідника дно зони провідності може знаходитися в різних точках зони Бріллюена: Γ, X, L і т. д. Точки в центрі та на краях зони Брілюена обов'язково є мінімумами чи максимумами закону дисперсії. Проте існують напівпровідники, наприклад кремній, для яких дно зони провідності не збігається із жодною особливою точкою зони Бріллюена.
Якщо дно зони провідності не припадає на Γ точку, то воно є виродженим.
Для органічних напівпровідників використовується термін найнижча незаселена молекулярна орбіталь (англ. LUMO).